# 요르고스 시데리스
요르고스 시데리스(그리스어: Γιώργος Σιδέρης, 1938년 4월 5일, 피레아스 ~)는 은퇴한 그리스의 축구 스트라이커로, 올림피아코스와 그리스 축구 역사상 최고의 공격수로 손꼽힌다. 우측 인사이드 공격수로, 이 선수를 막기가 힘든 데에서 "불도저" (Ο Φόντακας) 라는 별명이 붙었다. 공을 지니고도 빠른 주력을 지니고 있으며, 득점의 본능과 카리스마를 겸비하고 있었다. 1938년에 피레아스에서 출생한 그는 1959년 여름에 아트로미토스 피레아스에서 올림피아코스로 이적하였다. 그는 올림피아코스에서 225골을 넣어 클럽 역대 최다 득점자로 이름을 올렸다. 그는 세 차례 알파 에트니키에서 득점왕을 차지하였다. 그가 득점왕을 한 시즌은 1964-65 시즌, 1966-67 시즌, 1968-69 시즌으로 각각 29골, 29골, 24골을 기록하였다. 1970년, 그는 36골을 넣은 CSKA 소피아의 불가리아인 페트라 제코프에 뒤를 이어 35골을 넣어 1968-69 시즌의 유러피언 골든슈 2위를 차지한 후, 벨기에이 로열 앤트워프로 이적하였다. 1972년 2월 6일, 요르고스 시데리스는 1971년에 벨기에의 안트베르펀에서 활약하다 올림피아코스에 복귀하여 3-2로 이긴 파나하이키 전에서 복귀전을 치렀다. 그는 그리스 외의 클럽에서 활약한 첫 그리스인이다. 1972년 2월 20일, 그는 카라이스카키스 스타디움에서 파나티나이코스와의 마지막 더비전을 치렀다. 은퇴 후, 시데리스는 성공적인 보험 회사를 차렸다. 시데리스는 그리스 국가대표팀 공격의 핵을 맡았었다. 비록 28번의 경기에 출전 (아트로미토스 시절 1번 출전 포함) 하는데 그쳤으나, 14골을 성공시켰다.